# Брюл (переписна місцевість, Вісконсин)
Брюл (англ. Brule) — переписна місцевість (CDP) в США, в окрузі Дуглас штату Вісконсин. Населення — 208 осіб (2020).

## Географія
Брюл розташований за координатами 46°33′30″ пн. ш. 91°34′15″ зх. д. / 46.55833° пн. ш. 91.57083° зх. д. (46.558430, -91.570892).  За даними Бюро перепису населення США в 2010 році переписна місцевість мала площу 6,93 км², з яких 6,93 км² — суходіл та 0,00 км² — водойми.

## Демографія
Згідно з переписом 2010 року, у переписній місцевості мешкали 254 особи в 111 домогосподарстві у складі 72 родин. Густота населення становила 37 осіб/км².  Було 129 помешкань (19/км²).
Расовий склад населення:
| - 95,3 % — білих - 0,4 % — корінних американців |

До двох чи більше рас належало 4,3 %. Частка іспаномовних становила 0,0 % від усіх жителів.
За віковим діапазоном населення розподілялося таким чином: 22,4 % — особи молодші 18 років, 57,1 % — особи у віці 18—64 років, 20,5 % — особи у віці 65 років та старші. Медіана віку мешканця становила 43,8 року. На 100 осіб жіночої статі у переписній місцевості припадало 104,8 чоловіків;  на 100 жінок у віці від 18 років та старших — 107,4 чоловіків також старших 18 років.
Середній дохід на одне домашнє господарство  становив 55 683 долари США (медіана — 42 500), а середній дохід на одну сім'ю — 73 497 доларів (медіана — 68 750). Медіана доходів становила 46 000 доларів для чоловіків та 53 750 доларів для жінок. За межею бідності перебувало 12,1 % осіб, у тому числі 17,9 % дітей у віці до 18 років та 0,0 % осіб у віці 65 років та старших.
Цивільне працевлаштоване населення становило 117 осіб. Основні галузі зайнятості: освіта, охорона здоров'я та соціальна допомога — 18,8 %, будівництво — 16,2 %, мистецтво, розваги та відпочинок — 13,7 %.